# Lista dos deputados provinciais da 1.ª legislatura de Santa Catarina
Lista dos deputados provinciais de Santa Catarina - 1ª legislatura, anos 1835 — 1837.
| Nº | Deputado                             |
| -- | ------------------------------------ |
| 1  | Agostinho Alves Ramos                |
| 2  | Antônio Francisco da Costa           |
| 3  | Antônio Joaquim de Siqueira          |
| 4  | Francisco Luís do Livramento         |
| 5  | Francisco de Oliveira Camacho Júnior |
| 6  | Francisco Rodrigues Pereira          |
| 7  | Henrique Marques de Oliveira Lisboa  |
| 8  | Jerônimo Coelho                      |
| 9  | João Prestes Barreto da Fontoura     |
| 10 | José Francisco Coelho                |
| 11 | José Pereira da Costa                |
| 12 | José da Silva Mafra                  |
| 13 | Manuel Paranhos da Silva Veloso      |
| 14 | Mariano Antônio Correia Borges       |
| 15 | Miguel de Sousa Melo e Alvim         |
| 16 | Polidoro do Amaral e Silva           |
| 17 | Severo Amorim do Vale                |
| 18 | Tomás José da Costa                  |
| 19 | Tomás Silveira de Sousa              |
| 20 | Zeferino Antônio de Sousa            |

| Nº | Suplentes convocados               |
| -- | ---------------------------------- |
| 21 | Anacleto José Pereira da Silva     |
| 22 | Antônio José Falcão da Frota       |
| 23 | Antônio Manuel do Souto            |
| 24 | Domingos José da Costa             |
| 25 | Estêvão Brocardo de Matos          |
| 26 | Francisco da Silva França          |
| 27 | João Antônio Terres                |
| 28 | João Francisco Cidade              |
| 29 | João Francisco de Sousa Coutinho   |
| 30 | João Luís do Livramento            |
| 31 | Joaquim Caetano da Silva           |
| 32 | José Silveira de Sousa             |
| 33 | Miguel Joaquim do Livramento       |
| 34 | Patrício Antônio Sepúlveda Ewerard |
| 35 | Silvério Cândido de Faria          |
| 36 | Tomé da Rocha Linhares             |